# Oisín
Oisín (kallas Ossian i Skottland) var i Irlands keltiska mytologi en gestalt som åtföljer St Patrick över den irländska ön och berättar om Finn och Fiana.
Enligt den irländska berättartraditionen är Oisín en länk mellan mytologisk och historisk tid. I sagan berättar han om myternas värld i första person. 
Under 1700- och 1800-talen utvecklades en populär gestalt i den tidens skönlitteratur utifrån Oisín som antog den skotska versionen av namnet.
William Butler Yeats skrev den episka dikten The wanderings of Oisin, utgiven 1889.